# 홍선영
홍선영은 대한민국의 성우이다. 2005년 KBS에 입사했으며, 현재는 KBS 31기이다. 한국방송 성우극회 소속.

## 주요 출연작품

### 애니메이션
- 멋지다 마사루 (애니박스) - 소녀
- 블랙잭 OVA (애니박스) - 류코
- 갓슈벨 (챔프) - 니콜라우스
- 스쿠비 두와 멕시코 괴물 (카툰네트워크) - 호르케

### 애니메이션 영화
- 돌아온 우주보안관 장고 (애니박스) - 몰리
- 유니코2 (애니박스) - 엄마

### 영화
- 러브 체인지 (KBS) - 비서
- 펀치 드렁크 러브 (KBS) - 캐서린(줄리 허멜린)
- 포 미니츠 (KBS)
- 킬러들의 도시 (KBS) - 나탈리 (엘리자베스 베링톤)

### 외화
- 닥터 후 (KBS) - 탈리나